# Kyrkmässa

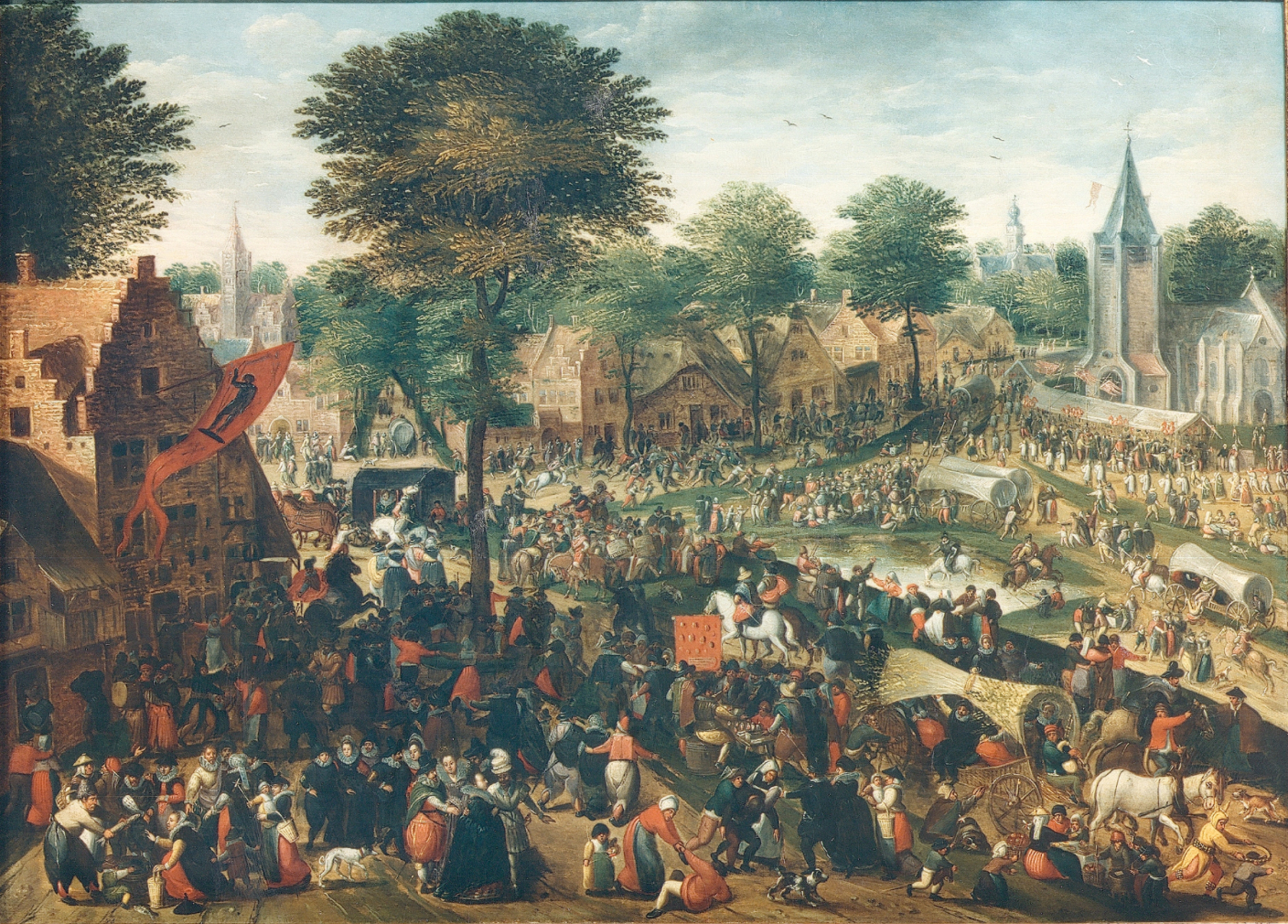
Kyrkomässa i Tyskland på 1600-talet

Kyrkmässa (latin: anniversarium eller festum dedicationis ecclesiae) är en mässa och en marknad som hålls på årsdagen av en kyrkas invigning. 
Bruket att förrätta invigning av kyrkobyggnader kom på 300-talet och det första kända exemplet gällde den Heliga gravens kyrka i Jerusalem. Under medeltiden spreds bruket över hela den västra kyrkan. En ny kyrka eller en kyrka som hade blivit ombyggd eller vanhelgad skulle firas med en kyrkmässa. Man valde invigningsdagen så att den låg strax före eller efter en annan större kyrklig fest. Ofta valde man en nära anslutning till kyrkans skyddshelgons festdag så att högtidligheten kunde vara i flera dagar. Dagen skulle gärna infalla under en årstid då folk hade möjlighet att komma i stora mängder. Därför firades många kyrkmässor på hösten då skörden hade bärgats. Som kyrkans invigningsdag betraktades alltid den första invigningsdagen också i de fall då en ombyggnad eller motsvarande hade skett. Genom biskopens beslut kunde kyrkmässan firas på en annan dag än då kyrkan invigdes. Om invigningsdagen hade fallit i glömska förekommer det att skyddshelgonets eller alla helgons dag fick ersätta den. 
Invigningen av en kyrkobyggnad förrättades alltid av stiftets biskop. Texterna som lästes kretsar kring betydelsen av Herrens hus. Invigningsmässans böner och texter användes sedan i den officiella årliga invigningsmässan. Minnet av högtiden firades årligen med en stor fest, kallad kyrkmässan. Festen hörde till kyrkans förnämsta och hade rangen av totum duplex, dvs. firades bland de främsta dagarna i kyrkans kalendarium. Den var förenad med en s.k. oktav, dvs. en efterfest åtta dagar senare. Ceremonierna omfattade också bl.a. vigilia, en solenn högmässa och en procession i vilken kyrkans helgonreliker bars omkring. Till kyrkmässan smyckades kyrkan med en fana i tornet och med grönt på altaren, predikstolar och golv. Ljus tändes under kyrkans  invigningskors. Kyrkmässan hörde otvivelaktigt till de dagar då det medeltida gudstjänstlivet utvecklade mest prakt i våra kyrkor. Deltagarna förväntades förbereda sig genom att fasta. Under kyrkmässan rådde en särskild kyrkmässofrid. Den som deltog i kyrkmässan erhöll avlat. 
Eftersom allt arbete låg nere under kyrkmässan förenades de kyrkliga ceremonierna snart med världsliga nöjen. Man började hålla marknader som utvecklades till en folkfest. Marknaderna var den största orsaken till att kyrkmässorna kunde leva vidare efter reformationen i Nordeuropa. De var populära och reformerades till sitt innehåll i luthersk anda. Gustav Vasa förbjöd kyrkmässan i 1541 års kyrkoordning men de tilläts i 1686 års kyrkolag. I praktiken förbjöds kyrkmässorna på stiftsnivå under 1700-talet. När de religiösa inslagen i kyrkmässan hade försvunnit fortsatte de som allmogens festdag men också som städslingsdag för tjänstefolket. Många kyrkomässor inföll nära Mickelsmäss, den sedvanliga dagen för tjänstefolkets flyttningar. 